# Cadarsac
Cadarsac egy francia település Gironde megyében az Aquitania régióban. Lakosainak száma 345 fő (2022. január 1.).

## Adminisztráció
Polgármesterek:
- 2001–2008 Geneviève Beney
- 2008–2020 Armand-Filipe Reis[2]

## Népesség
| Lakosok száma | 135  | 184  | 263  | 229  | 318  | 342  | 357  | 356  | 355  | 345  |
|               | 1968 | 1982 | 1990 | 2006 | 2013 | 2015 | 2017 | 2019 | 2020 | 2022 |

## Látnivalók
- XII. században épólt Sainte-Eulalie templom